# Diocèse de Cartago
Ne doit pas être confondu avec Diocèse de Cartago en Colombie.
Le diocèse de Cartago (en latin : Dioecesis Carthaginensis in Costa Rica ; en espagnol : Diócesis de Cartago) est un diocèse de l'Église catholique appartenant à la région ecclésiastique du Costa Rica et suffragant de l'archidiocèse de San José de Costa Rica.

## Territoire
Le diocèse s'étend sur deux provinces du Costa Rica. Il gère la province de Cartago ainsi que quelques paroisses situées dans la province de San José, l'autre fraction de cette province étant gérée par l'archidiocèse de San José de Costa Rica et le diocèse de San Isidro de El General.
Il possède un territoire d'une superficie de 3 105 km2 divisé en 39 paroisses. L'évêché est à Cartago avec la cathédrale dédiée à Notre-Dame du Mont-Carmel. Dans la même ville, la basilique Notre-Dame-des-Anges, à l'intérieur de laquelle se trouve la petite statue de la Vierge des Anges, est un lieu de pèlerinage célèbre car elle est la patronne du pays.
Le sanctuaire de la Vierge de la Délivrance (es) à Ujarrás est un autre lieu de dévotion à la Vierge dans le diocèse.

## Histoire
Le diocèse est érigé le 24 mai 2005 par la bulle Saepe contingit du pape Benoît XVI en prenant une partie des territoires de l'archidiocèse de San José de Costa Rica et du diocèse de Limón. Le 23 septembre de la même année, le dicastère pour le culte divin et la discipline des sacrements reconnaît l'apôtre saint Jacques comme principal patron du diocèse.

## Évêques
- José Francisco Ulloa Rojas (2005-2017)
- Mario Enrique Quirós Quirós (2017-  )